# Nicola Lercari
Nicola Lercari ist ein italienischer Akademiker im Bereich der digitalen Kulturerbeforschung. Er ist Professor für digitale Kulturerbestudien an der Universität München.

## Leben
Lercari begann seine akademische Ausbildung an der Universität Genua, wo er 2004 seinen Bachelor in Kommunikationswissenschaften abschloss. Sein Interesse an Medien und Kultur führte ihn an die Universität Bologna, an der er 2007 seinen Master in Film- und Medienproduktion erwarb. Seine wissenschaftliche Laufbahn vertiefte Lercari mit der Promotion in Geschichte und Informatik, die er 2011 an der Universität Bologna erfolgreich abschloss.
Nach seiner Promotion setzte Lercari seine akademische Karriere in den Vereinigten Staaten fort. Von 2011 bis 2012 war er als Postdoktorand und Dozent im Department of Humanities and World Cultures an der University of California, Merced (UC Merced) tätig. Diese frühen Jahre in den USA prägten den Beginn seiner intensiven Forschung und Lehre im Bereich der Kulturerbestudien. Anschließend, von 2013 bis 2014, wechselte Lercari an die Duke University, wo er als Postdoktoraler Mitarbeiter im Department of Art, Art History, and Visual Studies wirkte. Seine Forschungsarbeit in dieser Zeit trug weiterhin zu seinem Ruf als Experte in der digitalen Kulturerbeforschung bei.
Zurück an der UC Merced, übernahm Lercari von 2015 bis 2021 die Stelle eines Assistant Professor für Heritage Studies. In dieser Zeit prägte er maßgeblich den Fachbereich durch seine Lehre und Forschung. Seine Beförderung zum Associate Professor im Jahr 2021 markierte den Höhepunkt seiner Laufbahn an der UC Merced.
Seit 2022 ist Nicola Lercari Professor und Lehrstuhlinhaber für digitale Kulturerbestudien an der Universität München.

## Veröffentlichungen (Auswahl)
- Lercari, N., Wendrich, W., Porter, B. W., Burton, M. M., and T. E. Levy (Hrsg.). 2022. Preserving Cultural Heritage in the Digital Age: Sending Out an S.O.S. New Directions in Anthropological Archaeology. Sheffield: Equinox Publishing. ISBN 978-1-80050-126-3.

- Dueñas-Garcia, M., Campos-Martinez, M. S. and N. Lercari. Forthcoming 2022. Evaluating Settlement Defensibility during the Late Classic: a Geospatial Approach to the Study of Conflict in Ancient Aguascalientes, Mexico. J. of Conflict Archaeology.
- Lercari, N., Jaffke, D., Campiani, A., Guillem, A., McAvoy, S., Jiménez Delgado, G., and A. Bevk Neeb. 2021. Building Cultural Heritage Resilience through Remote Sensing: An Integrated Approach Using Multi-Temporal Site Monitoring, Datafication, and Web-GL Visualization. Remote Sensing 13, no. 20: 4130. DOI:10.3390/rs13204130.
- Campiani, A., Liendo Stuardo, R., and N. Lercari. 2021. The Mausoleum Architectural Project: Reinterpreting Palenque's Temple of The Inscriptions through 3D Data-driven Architectural Analysis. Ancient Mesoamerica, 1-16. DOI:10.1017/S0956536120000498.
- Lercari, N. and D. Jaffke. 2020. Implementing Participatory Site Stewardship through Citizen Science and Mobile Apps: The Case of Bodie, California. Advances in Archaeological Practice, 8 (4): 337-350. DOI:10.1017/aap.2020.29.
- Lercari, N. and G. Busacca. 2020. A Glimpse through Time and Space: Visualizing Spatial Continuity and History Making at Çatalhöyük, Turkey. Journal of Eastern Mediterranean Archaeology and Heritage Studies, 8 (2): 99-122. DOI:10.5325/jeasmedarcherstu.8.2.iii.

- Goodwin, G. and N. Lercari. Forthcoming 2023. Reconstructing Past Phenomenology Using Virtual Reality. In Londen, P., Walsh, P. and J. Yoshimi (eds.), Horizons of Phenomenology. New York: Springer Academic Publishers.
- Lercari, N. & W. Wendrich. 2022. A Sense of Urgency. In Lercari, N., Wendrich, W., Porter, B. W., Burton, M. M., and T.E. Levy (eds.). Preserving Cultural Heritage in the Digital Age: Sending Out an S.O.S. New Directions in Anthropological Archaeology. Sheffield: Equinox Publishing. ISBN 978-1-80050-126-3.
- Campiani, A., Lingle, A. and N. Lercari. 2022. A Diversified Approach to Earthen Architecture Conservation: Implementing Digital Monitoring and Spatial Analysis at Çatalhöyük. In Lercari, N., Wendrich, W., Porter, B. W., Burton, M. M., and T. E. Levy (eds.). Forthcoming 2022. Preserving Cultural Heritage in the Digital Age: Sending Out an S.O.S. New Directions in Anthropological Archaeology. Sheffield: Equinox Publishing. ISBN 978-1-80050-126-3.
- Guillem, A. and N. Lercari. 2022. Global Heritage, Knowledge Provenance, and Digital Preservation: A Critical Approach. In Lercari, N., Wendrich, W., Porter, B. W., Burton, M. M., and T. E. Levy (eds.). Forthcoming 2022. Preserving Cultural Heritage in the Digital Age: Sending Out an S.O.S. New Directions in Anthropological Archaeology. Sheffield: Equinox Publishing. ISBN 978-1-80050-126-3.